# Riccatijeva jednadžba
U matematici, Riccatijeva jednadžba je bilo koja obična diferencijalna jednadžba oblika
{\displaystyle y'=q_{0}(x)+q_{1}(x)\,y+q_{2}(x)\,y^{2}}
Nazvana je po   matematičaru Ricattiju (1676. – 1754).